# Władysław Ślebodziński
Władysław Zygmunt Ślebodziński (ur. 6 lutego 1884 w Pysznicy, zm. 3 stycznia 1972 we Wrocławiu) – polski matematyk, profesor Politechniki Wrocławskiej. 

## Życiorys
Władysław Ślebodziński urodził się 6 lutego 1884 w Pysznicy, w rodzinie Ignacego (1847–1921) i Anny z Gorylskich (zm. 1939). W latach 1903–1908 studiował matematykę i fizykę na Uniwersytecie Jagiellońskim. 16 sierpnia 1908 złożył egzamin nauczycielski, 21 sierpnia 1908 został mianowany zastępcą nauczyciela w C. K. Gimnazjum w Sanoku, gdzie od 1 września tego roku rozpoczął swoją pracę w zawodzie, ucząc matematyki. 13 października 1909 otrzymał posadę nauczyciela rzeczywistego w C. K. Szkole Realnej w Tarnobrzegu. Uczył tam matematyki, języków niemieckiego i polskiego, historii naturalnej, geografii, rysunków geometrycznych, był zawiadowcą bibliotek nauczycielskich i młodzieży oraz historii naturalnej. 24 sierpnia 1912 został przeniesiony z Tarnobrzega do C. K. Wyższej Szkole Realnej w Krakowie. W szkole uczył matematyki i fizyki. 19 lipca 1913 otrzymał roczny urlop dla dokonania prac naukowych poza Krakowem, w latach 1913–1914 przebywał na studiach uzupełniających na Uniwersytecie w Getyndze, a w roku szkolnym 1914/1915 przebywał na kursach naukowych w Wiedniu. Ponownie pracował w krakowskiej Wyższej Szkole Realnej od roku szkolnego 1915/1916 ucząc tych samych przedmiotów. 13 kwietnia 1916 otrzymał tytuł profesora. Podczas trwającej I wojny światowej był zwolniony od służby w pospolitym ruszeniu.
Od 1919 do wybuchu II wojny światowej mieszkał i pracował w Poznaniu. W latach 20. był wykładowcą matematyki w Oddziale Farmaceutycznym Uniwersytetu Poznańskiego. Równolegle uczył matematyki w Państwowej Szkole Budowy Maszyn. Był działaczem Towarzystwa Nauczycieli Szkół Średnich i Wyższych, był przewodniczącym (1924) i zastępcą przewodniczącego (1926) zarządu Okręgu Poznańskiego TNSW i zasiadał w Zarządzie Głównym TNSW (1924). Doktoryzował się na Uniwersytecie Warszawskim w 1928 pod kierunkiem prof. Kazimierza Żorawskiego i tam też habilitował się w 1934.
W okresie okupacji niemieckiej został wysiedlony z Poznania i od 1940 przebywał w Bochni, gdzie zaangażował się w tajne nauczanie, za co został aresztowany 1 grudnia 1942 przez gestapo i osadzony w obozie Auschwitz-Birkenau. Po ewakuacji tego obozu w 1945 był więźniem obozów Groß-Rosen i Dora-Nordhausen.
Po wyzwoleniu z niewoli w sierpniu 1945 przyjechał do Wrocławia. Motywację tej decyzji podał Edward Marczewski:
Przyjechał do Wrocławia na kilka dni Władysław Ślebodziński, który przed wojną wykładał w Poznaniu, a teraz pragnął zrealizować zamiar powzięty w Oświęcimiu i zapowiedziany towarzyszom obozowym, że po wojnie będzie profesorem właśnie we Wrocławiu, na polskim uniwersytecie.
Razem z Bronisławem Knasterem, Edwardem Marczewskim i Hugo Steinhausem, był twórcą wrocławskiej szkoły matematycznej. W październiku 1945 przyjęli oni formalne zaproszenia Stanisława Kulczyńskiego do objęcia katedr matematyki na tworzonych we Wrocławiu Uniwersytecie i Politechnice. Roman Duda i Aleksander Weron tak piszą o tej czwórce profesorów:

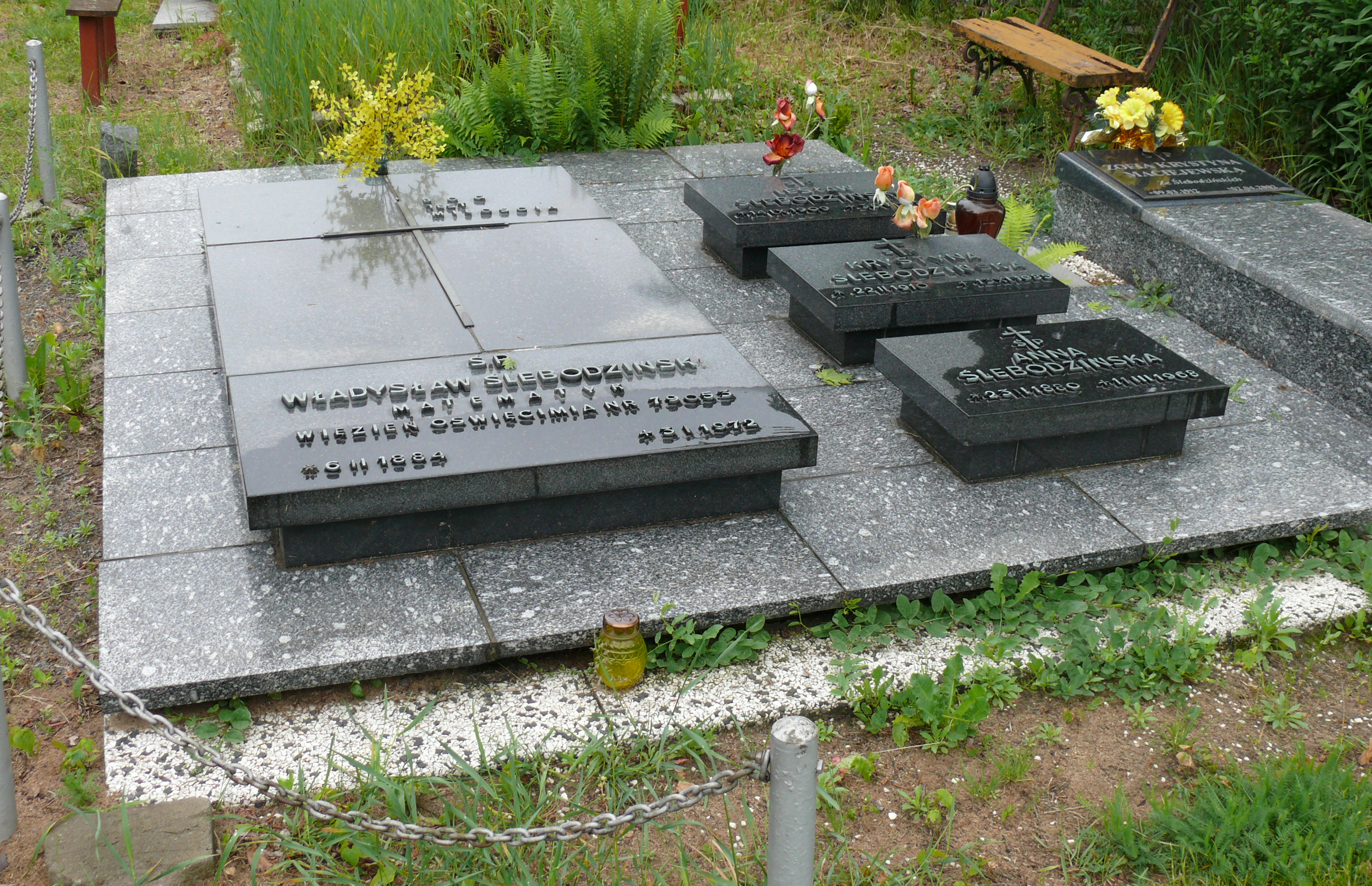
Grób rodziny Ślebodzińskich

Łączyły ich pionierski zapał i pewność, że Wrocław jest i pozostanie polski oraz wola pozostania w nim na stałe. Jako matematycy legitymowali się poważnym i znanym w świecie dorobkiem, mieli więc duży i naturalny autorytet naukowy, znali swoją wartość, a nadto cenili się wzajemnie. Wszyscy czterej zamieszkali na ocalałym z pożogi oblężenia Biskupinie (...) co sprzyjało utrzymywaniu bliskich i przyjacielskich stosunków.
W 1950 grupa ta założyła i później redagowała czasopismo matematyczne Colloquium Mathematicum.
W latach 1961–1963 był prezesem Polskiego Towarzystwa Matematycznego.
Od 1908 był mężem Anny (1880–1969). Mieli syna Lesława (1909–1989), nauczyciela chemii, i córkę Zofię Krystynę po mężu Maciejewską (1912–2002), nauczycielkę matematyki.
Zmarł 3 stycznia 1972 we Wrocławiu, pochowany na cmentarzu Świętej Rodziny (sektor 2-19-1,1a)

### Uczniowie
Wśród jego uczniów byli m.in. Abraham Goetz, Stefan Drobot, Tadeusz Huskowski, Adam Rybarski, Witold Roter, Andrzej Derdziński, Ryszard Deszcz, Zbigniew Olszak, Marian Hotloś.
Promotor rozpraw doktorskich Stefana Drobota, Abrahama Goetza, Tadeusza Huskowskiego, Witolda Rotera.

## Dorobek naukowy i dydaktyczny
Wprowadził pojęcie pochodnej Liego. Autor ponad 50 publikacji z zakresu geometrii różniczkowej oraz:
- Pidek-Łopuszańska, H., Ślebodziński, W., Urbanik, K.: Matematyka dla chemików. Warszawa: Państwowe Wydawnictwo Naukowe, 1958. Brak numerów stron w książce
- Ślebodziński, W.: Formes extérieures et leurs applications. Vol. I.. Warszawa: Państwowe Wydawnictwo Naukowe, 1954, seria: Monografie Matematyczne, Tom XXXI. Brak numerów stron w książce Książka jest dostępna z serwisu Biblioteka Wirtualna Nauki.
- Ślebodziński, W.: Formes extérieures et leurs applications. Vol. II. Warszawa: Państwowe Wydawnictwo Naukowe, 1963. Brak numerów stron w książce.

## Ordery i odznaczenia
- Krzyż Komandorski Orderu Odrodzenia Polski
- Złoty Krzyż Zasługi (28 września 1954)[3]
- Medal za Wybitne Zasługi dla Rozwoju Politechniki Wrocławskiej (1970)[35]
- Krzyż Jubileuszowy dla Cywilnych Funkcjonariuszów Państwowych (Austro-Węgry)[18]

## Nagrody i wyróżnienia
- Nagroda Państwowa II stopnia za dorobek naukowy w zakresie geometrii różniczkowej, a szczególnie za monografię o formach zewnętrznych (1955)[36]
- Nagroda miasta Wrocławia (1963)[37]
- Doktor honoris causa Politechniki Wrocławskiej (1965)[38]
- Doktor honoris causa Politechniki Poznańskiej (1967)[39]
- Doktor honoris causa Uniwersytetu Wrocławskiego (1970)[40]
- Dyplom członka honorowego Polskiego Towarzystwa Matematycznego[41]